# Save You (canción de Pearl Jam)
«Save You» es una canción de la banda Pearl Jam, lanzada como sencillo el 11 de febrero de 2003.
Pertenece al disco Riot Act es el séptimo disco de estudio realizado por Pearl Jam, del 12 de noviembre de 2002. Y también se encuentra en el primer disco de su álbum doble Rearviewmirror: Greatest Hits 1991-2000.
La letra fue escrita por toda la banda Jeff Ament, Matt Cameron, Stone Gossard, Mike McCready y Eddie Vedder.